# Carinodes yucatanensis
Carinodes yucatanensis är en stekelart som först beskrevs av Cameron 1885.  Carinodes yucatanensis ingår i släktet Carinodes och familjen brokparasitsteklar. Inga underarter finns listade.